# Kyle (Texas)
Kyle è un centro abitato degli Stati Uniti d'America situato nella contea di Hays dello Stato del Texas.
La popolazione era di 28.016 persone al censimento del 2010.

## Geografia fisica
Kyle è situata a 29°59′21″N 97°52′33″W (29.989080, -97.875947). La città si trova circa 22 miglia (35 km) a sud di Austin, e 53 miglia a nord est di San Antonio.
Secondo lo United States Census Bureau, ha un'area totale di 6,0 miglia quadrate (16 km²), di cui 5,9 miglia quadrate (15 km²) di terreno e 0,1 miglia quadrate (0,26 km², 1.34%) d'acqua.

## Società

### Evoluzione demografica
Secondo il censimento del 2000, c'erano 5.314 persone, 1.491 nuclei familiari e 1.209 famiglie residenti nella città. La densità di popolazione era di 899,0 persone per miglio quadrato (347,2/km²). C'erano 1.560 unità abitative a una densità media di 263,9 per miglio quadrato (101,9/km²). La composizione etnica della città era formata dal 63,29% di bianchi, l'8,30% di afroamericani, lo 0,64% di nativi americani, lo 0,41% di asiatici, lo 0,04% di isolani del Pacifico, il 23,45% di altre razze, e il 3,88% di due o più etnie. Ispanici o latinos di qualunque razza erano il 52,31% della popolazione.
C'erano 1.491 nuclei familiari di cui il 50,2% aveva figli di età inferiore ai 18 anni, il 63,5% aveva coppie sposate conviventi, il 12,9% aveva un capofamiglia femmina senza marito, e il 18,9% erano non-famiglie. Il 13,6% di tutti i nuclei familiari erano individuali e il 4,4% aveva componenti con un'età di 65 anni o più che vivevano da soli. Il numero di componenti medio di un nucleo familiare era di 3,22 e quello di una famiglia era di 3,58.
La popolazione era composta dal 31,2% di persone sotto i 18 anni, l'11,3% di persone dai 18 ai 24 anni, il 39,3% di persone dai 25 ai 44 anni, il 13,1% di persone dai 45 ai 64 anni, e il 5,1% di persone di 65 anni o più. L'età media era di 28 anni. Per ogni 100 femmine c'erano 118,8 maschi. Per ogni 100 femmine dai 18 anni in giù, c'erano 124,3 maschi.
Il reddito medio di un nucleo familiare era di 47.534 dollari e quello di una famiglia era di 50.197 dollari. I maschi avevano un reddito medio di 30.956 dollari contro i 26.868 dollari delle femmine. Il reddito pro capite era di 15.252 dollari. Circa il 4,8% delle famiglie e il 7,0% della popolazione erano sotto la soglia di povertà, incluso il 9,1% di persone sotto i 18 anni e il 14,9% di persone di 65 anni o più.